# 18 Again
18 Again (Hangul: 18 어게인; RR: Eitin Eogein; también conocida como Eighteen Again en inglés y 18 otra vez en Hispanoamérica), es una serie de televisión surcoreana transmitida del 21 de septiembre del 2020 hasta el 10 de noviembre del 2020 a través de JTBC, en Latinoamérica fue estrenada en su plataforma HBO Max y que después Warner Bros. Discovery obtuvo los derechos para hacer la serie como Max Originals.
La serie está basada en la película estadounidense 17 Again del director Burr Steers.

## Sinopsis
La serie sigue Hong Dae-young (37 años), quien decide regresar al pasado durante sus mejores días de su juventud (18 años).
Jung Da-jung está casada con Dae-young y la pareja tiene un hijo y una hija, Hong Si-ah. Da-jung trabaja duro como locutora novata y tiene un corazón cálido, sin embargo está completamente harta de su marido y ya no puede tratar con él. Por otro lado, Dae-young se arrepiente de su vida, ya que se ve a sí mismo como un hombre de mediana edad, a quien su familia lo desprecia y a quien han despedido de su trabajo. Para empeorar las cosas, Da-jung le entrega los papeles de divorcio.
Es en ese momento, cuando su cuerpo se transforma y regresa a ser una persona de 18 años, mientras que su mente sigue siendo la de su yo de 37 años. En su adolescencia, Dae-young fue un excelente jugador de baloncesto y también un joven muy popular. Ahora, joven, decide cambiar su nombre a Ko Woo-young y comienza a vivir una nueva vida, sin embargo en el proceso, comenzará a evaluar lo que en verdad es importante para él.

## Reparto

### Personajes principales[6][7]
| Actor                      | Personaje                                                        | N.º de episodios | Notas |
| -------------------------- | ---------------------------------------------------------------- | ---------------- | --- |
| Yoon Sang-hyun Lee Do-hyun | Hong Dae-young (37 años) Hong Dae-young / Ko Woo-young (18 años) | 16               | Luego de ser despedido de su trabajo, divorciarse y ser ignorado por sus hijos, tiene la oportunidad de vivir la vida que siempre quiso, ser una estrella del baloncesto que barre en todos los torneos de baloncesto en la escuela preparatoria. Dae-young decide cambiar su nombre a "Ko Woo-young" para tener una segunda oportunidad en la vida. Más tarde Dae-young y Da-jung se reconcilian y se vuelven a casar.. |
| Kim Ha-neul Han So-eun     | Jung Da-jung (37 años) Jung Da-jung (18 años)                    | 16               | Es la madre de gemelos de 18 años y una presentadora de noticias novata con un buen corazón. Más tarde Da-jung y Dae-young se reconcilian y se vuelven a casar. |

### Personajes secundarios
| Actor                                    | Personaje       | N.º de episodios      | Notas |
| ---------------------------------------- | --------------- | --------------------- | --- |
| Noh Jung-eui Lee Nam-kyung Seo Ha-yoon   | Hong Si-ah      | 16 2-4 1, 3, 9, 12-13 | Es la hija de Hong Dae-young y Jung Da-jung. Una joven que aunque tiene un corazón cálido por dentro, no le gusta revelar su sufrimiento, sin embargo, siempre está junto a su madre cuando la necesita. Estudia en la escuela "Serim High School". Más tarde comienza a salir con Seo Ji-ho. |
| Ryeoun Oh Ja-hoon Lee Cheon-moo (이천무) | Hong Si-woo     | 16 1, 3, 8-9, 12 3, 8 | Es el hijo de Hong Dae-young y Jung Da-jung, así como el hermano de Si-ah. Estudia en la escuela "Serim High School". Más tarde se hace amigo de Koo Ja-sung y comienza a salir con Uhm So-mi. |
| Hwang In-yeop Lee Soo                    | Koo Ja-sung     | 16 9                  | Es un estudiante y el líder del equipo de basquetbol de la escuela "Serim High School". Aunque parece duro por fuera en realidad actúa así ya que sufre abusos físicos y verbales de su padre. Aunque al inicio molesta a Hong Si-woo, cuando conoce a Hong Dae-young de joven, este empieza a influir en él y comienza a cambiar su forma de ser y se disculpa con Si-woo. Está enamorado de Hong Si-ah y aunque al inicio no se atreve a decírselo finalmente se anima, pero Si-ah lo rechaza. Poco después se hace amigo de Si-woo y jura proteger siempre a Si-ah. |
| Choi Bo-min Kim Kang-hoon                | Seo Ji-ho       | 16 3-4                | Es un estudiante modelo de la escuela "Serim High School", que a pesar de que su apariencia y acciones parecen frías por fuera, en realidad es una persona con un corazón puro. Es el amigo de la infancia de Hong Si-ah, a quien ella protegía cuando los niños lo molestaban. Está enamorado de Si-ah, pero no se atreve a decírselo. Más tarde, cuando le confiesa sus sentimientos le dice a Si-ah que no se preocupe por responderle, ya que no quiere arruinar su amistad, sin embargo a pesar de esto, poco después comienza a salir con ella.                  |
| Lee Mi-do                                | Choo Ae-rin     | 16                    | Es una abogada y amiga de Jung Da-jung. |
| Kim Kang-hyun Hwang Dae-ki               | Ko Deok-jin     | 16 1, 2, 9            | Es el amigo de Hong Dae-young, después de que este regresa a su juventud y toma el nombre de Ko Woo-young, haciéndose pasar por el hijo de Deok-jin. Está enamorado de Ok Hae-in, a quien le revela sus sentimientos y aunque al inicio lo rechaza, finalmente comienzan a salir. |
| Lee Byung-joon                           | Hong Joo-man    | -                     | Es el padre de Hong Dae-young. |
| Kim Mi-kyung                             | Yeo In-ja       | -                     | Es la madre de Jung Da-jung, así como la abuela de Hong Si-ah y Hong Si-woo. |
| Lee Eun-jae                              | Uhm So-mi       | -                     | Es una estudiante y buena amiga de Hong Si-ah. Está enamorada de Hong Si-woo y más tarde comienza a salir con él. |
| Oh So-hyun (오소현)                      | Jeon Bo-bae     | -                     | Es una estudiante y buena amiga de Hong Si-ah. |
| Ryu Da-bin (류다빈)                      | Hwang Young-sun | -                     | Es una estudiante y buena amiga de Hong Si-ah. |
| Bin Chan-wook (빈찬욱)                   | Bang Ki-young   | -                     | Es un estudiante y amigo de Koo Ja-sung. |
| Wi Ha-joon Yoo Joon-hoo                  | Ye Ji-hoon      | - 7                   | Es un hábil lanzador del equipo de béisbol "Nexen Heroes", que con sus conversaciones suaves y sus buenos modales, apoyará a la reportera novata Jung Da-jung, mientras enfrenta varios problemas. |
| Lee Ki-woo Kim Sun-min                   | Choi Il-kwon    | - 2-3, 5, 7, 9        | Es el profesor de educación física y entrenador de baloncesto en la escuela "Serim High School". |
| Kim Yoo-ri                               | Ok Hae-in       | -                     | Es la maestra del salón de clases de Ko Woo-young en la escuela "Serim High School". Es una persona que realmente se preocupa por sus alumnos. |
| Ahn Nae-sang                             | Moon Sang-hwi   | -                     | Es el director de JBC. |
| Jang Hyuk-jin (장혁진)                   | Huh Woong-ki    | -                     | Es el locutor líder del equipo de la JBC. |
| Kim Yoon-hye                             | Kwon Yoo-mi     | -                     | Es una joven locutora novata de JBC, que se convierte en la rival de Jung Da-jung en el trabajo. |
| Yang Dae-hyuk (양대혁)                   | Nam Ki-tae      | -                     | Es un locutor de la JBC y compañero de trabajo de Jung Da-jung, que está interesado en Choo Ae-rin. |
| Ko Eun-min                               | Im Ja-young     | -                     | Es una locutora de JBC. |
| Ahn Mi-na                                | Choi Ji-na      | 3, 5-6, 13            | Es una locutora de JBC. |

### Otros personajes
| Actor                  | Personaje     | Episodios donde apareció | Notas |
| ---------------------- | ------------- | ------------------------ | --- |
| Kim Joong-ki           | -             | -                        | Es un maestro. |
| Choi Jae-won (최재원)  | -             | -                        | |
| Choi Jae-hwan (최재환) | Jin-cheol     | 1, 9, 14                 | Es un ingeniero. |
| Song Hoon              | -             | 1, 7                     | Es un director de producción. |
| Jo Sang-geon           | -             | 1, 10, 16                | Es un cliente de Hong Dae-young. |
| Jeon Eun-mi (전은미)   | -             | 2                        | Es una farmacista. |
| Kim Han-sang (김한상)  | -             | 2                        | Es un empleado de la empresa constructora. |
| Myung Seok-geun        | -             | 3                        | Es un personal de noticias deportivas. |
| Park Kang-sub          | -             | 3-4                      | Es un receptor para los Seum Wolves. |
| Kang Hak-soo           | -             | 4                        | Es un gerente general. |
| Park Min-young         | Jin-young     | 4, 14-16                 | Es una estudiante. |
| Jang Joon-hyun         | Mr. Jung      | 5, 7, 9                  | Es el amigo de Choi Il-kwon y entrenador de baloncesto de la Universidad Hangkuk.                                                                                  |
| Im Yong-soon           | -             | 5                        | Es un juez. |
| Jang Jae-kwon          | -             | 5                        | Es un alumno. |
| Oh Kyu-taek            | -             | 6                        | Es un reparador de zapatos. |
| Hong Ye-ji             | -             | 6, 14                    | Es una vendedora de zapatos. |
| Kim Sung-yong          | -             | 6                        | Es un ejecutivo de la JBC. |
| Lee Joo-mi             | -             | 6                        | Es la madre de un niño con una discapacidad auditiva. |
| Go Han-min             | Mr. Kim       | 6, 8, 13                 | Es un reportero. |
| Yoon Byul-ha           | Ye Seo-yeon   | 6, 10, 15-16             | Es la sobrina de Ye Ji-hoon e hija de Mi-ah. |
| Song Yoo-hyun          | Mi-ah         | 6-8, 15                  | Es la madre de Ye Seo-yoon. |
| Im Ji-kyu              | -             | 7, 15                    | Es el hermano de Ye Ji-hoon, esposo de Mi-ah y padre de Ye Seo-yeon, después de su muerte debido a un accidente automovilístico, Ji-hoon se hace cargo de su hija. |
| Jo Ryeon               | -             | 8                        | Es la madre de Hong Dae-young. |
| Lee Yoon-sang          | -             | 8                        | Es un entrevistador. |
| Park Yong              | Kang Jae-seon | 8-9                      | Es el director. |
| Kim Jae-cheol          | Mr. Bang      | 9                        | Es el padre de Bang Gi-yong. |
| Lee Eol                | Mr. Choi      | 9                        | Es el padre de Choi Il-kwon. |
| Park Eun-young         | -             | 9                        | Es la dueña de un restaurante. |
| Seo Yi-soo             | Yoo-joo       | 9-10                     | |
| Kim Hye-hwa            | Lee Bo-ra     | 9, 11                    | Es la escritora de "Couples in Crisis". |
| Yoon Jung-hoon         | Park Hee-sung | 9, 11, 13                | Es el productor de "Couples in Crisis". |
| Lee Do-ha              | Lee Sang-shik | 10                       | Es un acosador que sigue a Hong Si-ah. |
| Do Won-kyung           | Do Won-kyung  | 10-11                    | |
| Kwak Ja Hyung          | -             | 11                       | Es un panelista de "Couples in Crisis". |
| Moon Ji-in             | -             | 11                       | Es una participante de "Couples in Crisis". |
| Heo Jae-ho             | -             | 11                       | Es un participante de "Couples in Crisis". |
| Lee Chae-eun           | -             | 11                       | Es una participante de "Couples in Crisis". |
| Kim Ho-chang           | -             | 11                       | Es un participante de "Couples in Crisis". |
| Song-geul Song-geul    | -             | -                        | Es una mujer a la que están entrevistando. |
| Kwon Sung-min          | -             | -                        | Es un entrenador de baloncesto. |
| Kim Yun-jeong          | -             | -                        | Es una empleada de "Go Go Play". |
| Moon Woo-bin           | -             | -                        | Es una empleada de "Go Go Play". |

### Apariciones especiales
| Actor         | Personaje      | Episodios donde apareció | Notas                                                |
| ------------- | -------------- | ------------------------ | ---------------------------------------------------- |
| Ong Seong-wu  | -              | 11                       | Es un joven en la televisión.                        |
| Kim Dong-hyun | -              | 10                       | Es un entrenador de defensa personal.                |
| Jung Hae-kyun | -              | 1, 8-9                   | Es un ejecutivo y el jefe de Hong Dae-young.         |
| Hur Jae       | -              | 8                        | Es un entrenador de baloncesto.                      |
| Heo Jung-min  | Mtro. Kang     | 8                        | Es un profesor y el exnovio de Choo Ae-rin.          |
| Jun Hyun-moo  | Bae Seung-hyun | 2                        | Es el evaluador de casting de locutor para la JBC.   |
| Jang Sung-kyu | Jang Sung-kyu  | 2                        | Es un solicitante de casting de locutor para la JBC. |
| Lee Do-yeon   | -              | 1                        | Es una amiga de Hong Si-ah.                          |

## Episodios
La serie está conformada por 16 episodios, los cuales fueron emitidos todos los lunes y martes a las 21:30 (KST).

### Índices de audiencia
Los números en color rojo indican las calificaciones más bajas, mientras que los números en azul indican las calificaciones más altas.
| Ep.      | Título                                          | Fecha de emisión         | Participación promedio de audiencia | Participación promedio de audiencia |
| Ep.      | Título                                          | Fecha de emisión         | Nacional                            | Seúl                                |
| -------- | ----------------------------------------------- | ------------------------ | ----------------------------------- | ----------------------------------- |
| 1        | Life Goes On                                    | 21 de septiembre de 2020 | 1.753%                              | N/A                                 |
| 2        | About the Things That Made You Smile            | 22 de septiembre de 2020 | 2.417%                              | N/A                                 |
| 3        | A Story About Rain and You                      | 28 de septiembre de 2020 | 2.674%                              | 2.494%                              |
| 4        | The Boy We Loved Back Then                      | 29 de septiembre de 2020 | 2.532%                              | 2.531%                              |
| 5        | First Loves Never Come True                     | 5 de octubre de 2020     | 3.209%                              | 2.987%                              |
| 6        | A Sincere Heart of Her Number 1 Fan             | 6 de octubre de 2020     | 2.786%                              | 2.855%                              |
| 7        | Someone Who Gives Courage to Me                 | 12 de octubre de 2020    | 2.803%                              | N/A                                 |
| 8        | The Story Only I Didn't Know                    | 13 de octubre de 2020    | 3.157%                              | 3.220%                              |
| 9        | Things You Notice Only After You Have Lost Them | 19 de octubre de 2020    | 3.117%                              | 2.969%                              |
| 10       | If I Love Again                                 | 20 de octubre de 2020    | 3.192%                              | 2.985%                              |
| 11       | Lost Love                                       | 26 de octubre de 2020    | 2.573%                              | 2.423%                              |
| 12       | Half-moon                                       | 27 de octubre de 2020    | 2.256%                              | 2.315%                              |
| 13       | The Man That Makes My Heart Flutter             | 2 de noviembre de 2020   | 2.824%                              | 2.797%                              |
| 14       | I Miss You                                      | 3 de noviembre de 2020   | 2.878%                              | N/A                                 |
| 15       | Confession                                      | 9 de noviembre de 2020   | 2.683%                              | N/A                                 |
| 16       | Life Goes On                                    | 10 de noviembre de 2020  | 2.743%                              | N/A                                 |
| Promedio | Promedio                                        | Promedio                 | 2.725%                              | -                                   |

## Música
El OST de la serie está conformado por las siguientes canciones:

### Parte 1
| No. | Intérprete | Canción                      | Letra                                    | Música                                   | Duración |
| --- | ---------- | ---------------------------- | ---------------------------------------- | ---------------------------------------- | -------- |
| 1   | Soyou      | "The Only One" (하나면 돼요) | CR Kim, Kim Soo-bin (Aiming) y Clef Crew | CR Kim, Kim Soo-bin (Aiming) y Clef Crew | 4:02     |
| 2   |            | "The Only One" (Ints.)       | -                                        | CR Kim, Kim Soo-bin (Aiming) y Clef Crew | 4:02     |

### Parte 2
| No. | Intérprete | Canción         | Letra               | Música                       | Duración |
| --- | ---------- | --------------- | ------------------- | ---------------------------- | -------- |
| 1   | Sohyang    | "Hello"         | Hana y Lee Yong-min | Lee Yong-min y Choi Jae-hyuk | 4:04     |
| 2   |            | "Hello" (Ints.) | -                   | Lee Yong-min y Choi Jae-hyuk | 4:04     |

### Parte 3
| No. | Intérprete | Canción             | Letra                                      | Música                                                      | Duración |
| --- | ---------- | ------------------- | ------------------------------------------ | ----------------------------------------------------------- | -------- |
| 1   | Choi Nakta | "If You" (너였으면) | Eun Jong-dae, Yoo Ji-ho (CLEF) y Clef Crew | Eun Jong-dae, Choi Cheon-geun, Yoo Ji-ho (CLEF) y Clef Crew | 3:24     |
| 2   |            | "If You" (Ints.)    | -                                          | Eun Jong-dae, Choi Cheon-geun, Yoo Ji-ho (CLEF) y Clef Crew | 3:24     |

### Parte 4
| No. | Intérprete | Canción               | Letra                                     | Música                     | Duración |
| --- | ---------- | --------------------- | ----------------------------------------- | -------------------------- | -------- |
| 1   | Solji      | "One Person" (한사람) | GamDongis, Han Seung-taek y Ahn Sung-wook | GamDongis y Han Seung-taek | 4:02     |
| 2   |            | "One Person" (Ints.)  | -                                         | GamDongis y Han Seung-taek | 4:02     |

### Parte 5
| No. | Intérprete | Canción               | Letra                   | Música                  | Duración |
| --- | ---------- | --------------------- | ----------------------- | ----------------------- | -------- |
| 1   | Sondia     | "How To Love"         | Jay Lee y Yoo Song-yeon | Yoo Song-yeon y Jay Lee | 3:09     |
| 2   |            | "How To Love" (Ints.) | -                       | Yoo Song-yeon y Jay Lee | 3:09     |

### Parte 6
| No. | Intérprete | Canción                                        | Letra     | Música    | Duración |
| --- | ---------- | ---------------------------------------------- | --------- | --------- | -------- |
| 1   | Jukjae     | "Moments Become Memories" (기억은 추억이 된다) | Honey Pot | Honey Pot | 4:08     |
| 2   |            | "Moments Become Memories" (Ints.)              | -         | Honey Pot | 4:08     |

### Parte 7
| No. | Intérprete            | Canción            | Letra         | Música        | Duración |
| --- | --------------------- | ------------------ | ------------- | ------------- | -------- |
| 1   | Clara C (Clara Chung) | "Somebody"         | Moon Sung-nam | Moon Sung-nam | 3:43     |
| 2   |                       | "Somebody" (Ints.) | -             | Moon Sung-nam | 3:43     |

### Parte 8
| No. | Intérprete     | Canción                              | Letra          | Música      | Duración |
| --- | -------------- | ------------------------------------ | -------------- | ----------- | -------- |
| 1   | Yoon Sang-hyun | "If We Love Again" (다시 사랑한다면) | Kang Eun-kyung | Kim Tae-won | 3:51     |
| 2   |                | "If We Love Again" (Ints.)           | -              | Kim Tae-won | 3:51     |

### Parte 9
| No. | Intérpretes                       | Canción              | Letra                               | Música                           | Duración |
| --- | --------------------------------- | -------------------- | ----------------------------------- | -------------------------------- | -------- |
| 1   | Every Single Day (에브리싱글데이) | "First Time"         | Moon Sung-nam (de Every Single Day) | Moon Sung-nam, Shim Ji y Gravity | 3:12     |
| 2   |                                   | "First Time" (Ints.) | -                                   | Moon Sung-nam, Shim Ji y Gravity | 3:12     |

## Premios y nominaciones
| Año  | Categoría      | Premio                     | Nominado    | Resultado |
| ---- | -------------- | -------------------------- | ----------- | --------- |
| 2021 | Best New Actor | 57.º Premios Baeksang Arts | Lee Do-hyun | Ganó      |
| 2020 | Best New Actor | 7.º Premios APAN Star      | Lee Do-hyun | Ganó      |

## Producción
La serie está basada en la película estadounidense "17 Again" dirigida por Burr Steers y estrenada el 17 de abril del 2009.
Fue dirigida por Ha Byung-hoon (하병훈), quien contó con el apoyo de los guionistas Kim Do-yeon (김도연), An Eun-bin (안은빈) y Choi Yi-ryun (최이륜).
La primera lectura del guion fue realizada en marzo del 2020.

### Distribución internacional
A partir del 20 de octubre del 2020 la serie está disponible en Viu con subtítulos en varios idiomas. Y a partir del 22 de octubre del mismo año está disponible en Astro, a través de sus servicios de Video on demand (VOD).
| País            | Cadena      | Notas |
| --------------- | ----------- | ----- |
| Corea del Sur   | K-Plus Asia | -     |
| Hong Kong       | iQIYI       | -     |
| Macao           | iQIYI       | -     |
| Malasia         | iQIYI       | -     |
| Sudeste de Asia | iQIYI       | -     |
| Taiwán          | iQIYI       | -     |